# Дом 27а на улице Ленина

Мемориальная доска Дабе Хабиевичу Мамсурову

Дом 27а на улице Ленина — памятник истории во Владикавказе, Северная Осетия. Выявленный объект культурного наследия России. Памятник, связанный с жизнью осетинского писателя Дабе Хабиевича Мамсурова. Находится на улице Ленина, 27а.
Четырёхэтажное типовое здание построено в 1958 году. С 1958 по 1966 год в квартире № 7 этого дома проживал писатель и общественный деятель Дабе Хабиевич Мамсуров.
В 1989 году на здании со стороны улицы Ленина была установлена мемориальная доска из белого мрамора с бронзовым барельефным портретом, посвящённая Дабе Мамсурову. Автор: скульптор Чермен Дзанагов.